# James Watt
James Watt (/wɔt/, ur. 19 stycznia?/30 stycznia 1736 w Greenock, zm. 25 sierpnia 1819) – szkocki inżynier i wynalazca, twórca kilku kluczowych ulepszeń konstrukcji maszyny parowej, dzięki którym maszyny te zapoczątkowały rewolucję przemysłową.

## Życiorys
Urodził się 19 stycznia?/30 stycznia 1736 w Greenock jako syn cieśli Jamesa i Agnes. Borykał się z problemami zdrowotnymi, stąd początkowo uczył się w domu. Później jednak poszedł do szkoły, gdzie ujawniły się jego zdolności matematyczne oraz manualne.

W 1755 rozpoczął pracę wytwórcy przyrządów precyzyjnych w firmie Johna Morgana w Londynie. Udało mu się uniknąć poboru w wojnie siedmioletniej. Po odbyciu praktyk, z powodu złego stanu zdrowia wrócił do Greenock. Następnie otrzymał stanowisko konstruktora przyrządów na Uniwersytecie Glasgow, na którym zaprzyjaźnił się z chemikiem i odkrywcą dwutlenku węgla – Josephem Blackiem, który docenił późniejszego ojca rewolucji przemysłowej: 

Wyróżniał się on zarówno dobrocią serca oraz szczerością i prostotą umysłu, jak i swą genialną przenikliwością oraz pojętnością

1763 rok był przełomowy dla rozwoju techniki. John Anderson, profesor z Uniwersytetu Glasgow, poprosił Watta o naprawę atmosferycznego silnika parowego Thomasa Newcomena. W trakcie naprawy James doszedł do wniosku, że silnik ten jest zbyt energochłonny. Wynikało to z jego nieprawidłowej konstrukcji. Każdy kolejny suw tłoka wymagał nagrzania, a następnie schłodzenia pary wodnej, aby uzyskać jej kondensację. Powodowało to równocześnie ciągłe schładzanie się cylindra. Watt wpadł na pomysł usprawnienia działania maszyny. Wydzielona komora skraplania (lub kondensacji) rozwiązała problem, przez co cylinder główny mógł cały czas pozostawać ciepły. Działanie swojego wynalazku opisał sam Watt:

Uświadomiłem sobie, że aby najlepiej wykorzystać parę, potrzebne było, po pierwsze, aby cylinder był zawsze równie gorący, jak wchodząca do niego para i, po drugie, aby para uległa kondensacji, należało ją oziębić do temperatury 100 stopni lub poniżej, jeśli było to możliwe. Sposoby osiągnięcia tego nie były od razu widoczne

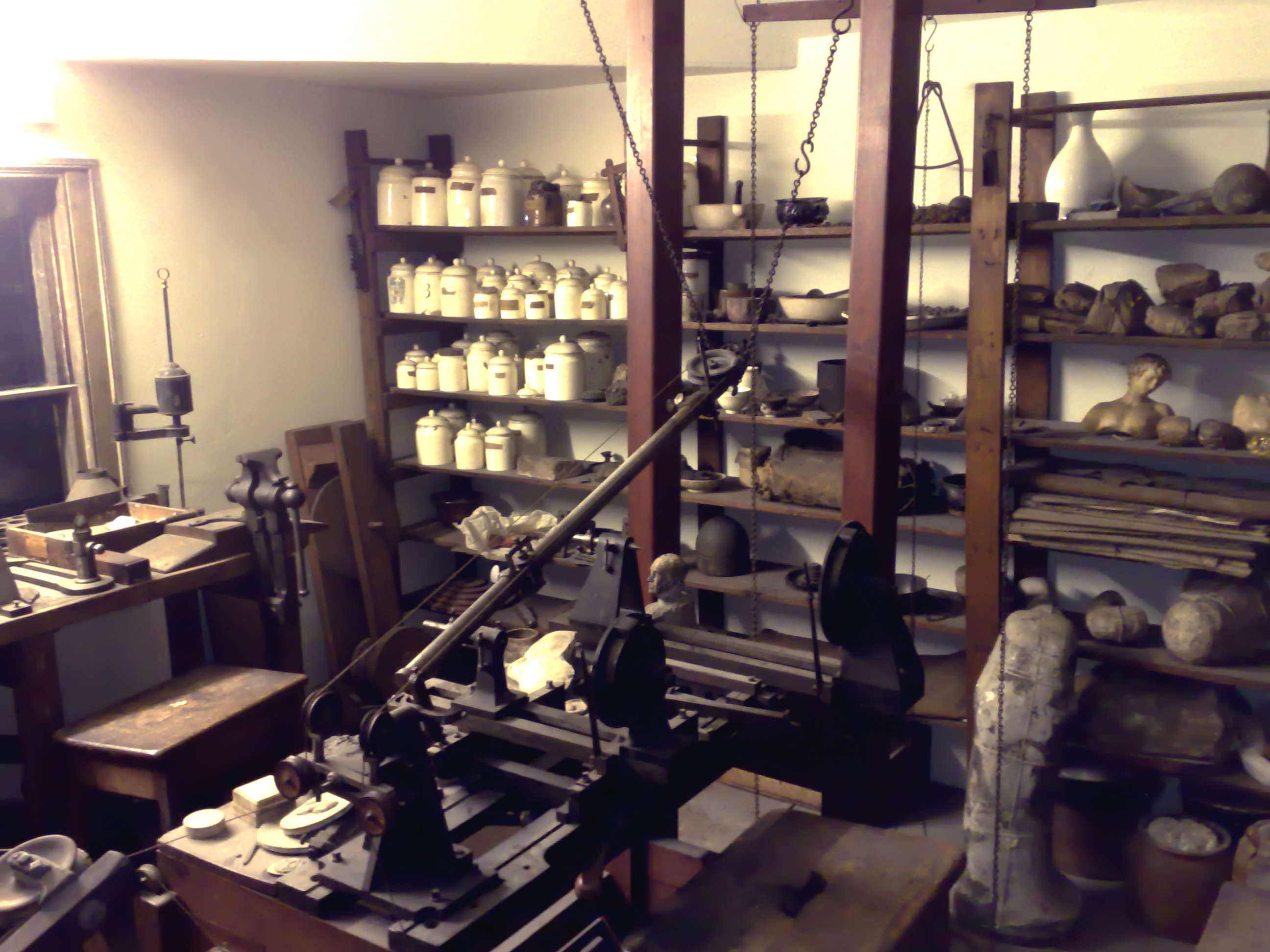
Pracownia Jamesa Watta w Muzeum Nauki w Londynie

Wynalazek został opatentowany dopiero w 1769 dzięki pomocy przemysłowca Johna Roebucka, który otrzymał dwie trzecie udziałów. Maszyną zainteresowany był przemysłowiec Matthew Boulton, jednak brak porozumienia pomiędzy Roebuckiem a Wattem uniemożliwił wykorzystanie jej już wtedy. Watt podjął zawód mierniczego przy budowie kanałów i porzucił zainteresowanie maszyną parową.
Dopiero po 13 latach od skonstruowania prototypu w 1776 r. w kopalni Bentley zaprezentowano jej działanie.

Od pierwszej chwili jej uruchomienia wykonywała około 14-15 suwów na minutę i opróżniała szyb (głębokości 90 stóp i zalany wodą do wysokości 57 stóp) w niecałą godzinę

Maszyna parowa Watta zużywała 4-krotnie mniej paliwa niż maszyna Newcomena, więc odniosła duży sukces, a zamówienia nadeszły z całego kraju. Silnik mógł jedynie wykonywać ruchy góra-dół, jednak rozwój przemysłu bawełnianego spowodował, że potrzebne stało się wykonywanie również ruchów rotacyjnych.
Rozwiązaniem był nowy typ przekładni nazwanej planetarną, opatentowanej przez Watta w 1782 r., będącej pierwowzorem współczesnej przekładni obiegowej (patent nie przewidywał stosowania korby, co pozwoliło ominąć zastrzeżenia patentowe Pickarda), zastosowanej w zmodernizowanej i jeszcze wydajniejszej maszynie parowej.
Na potrzeby określania mocy silników James Watt zdefiniował on nową jednostkę – koń mechaniczny, która jest do dzisiaj powszechnie używana w motoryzacji. Kiedy w 1800 r. wygasły prawa do patentu, wycofał się z interesów i przeszedł na emeryturę.
Zmarł 25 sierpnia 1819 roku.

### Najważniejsze wydarzenia

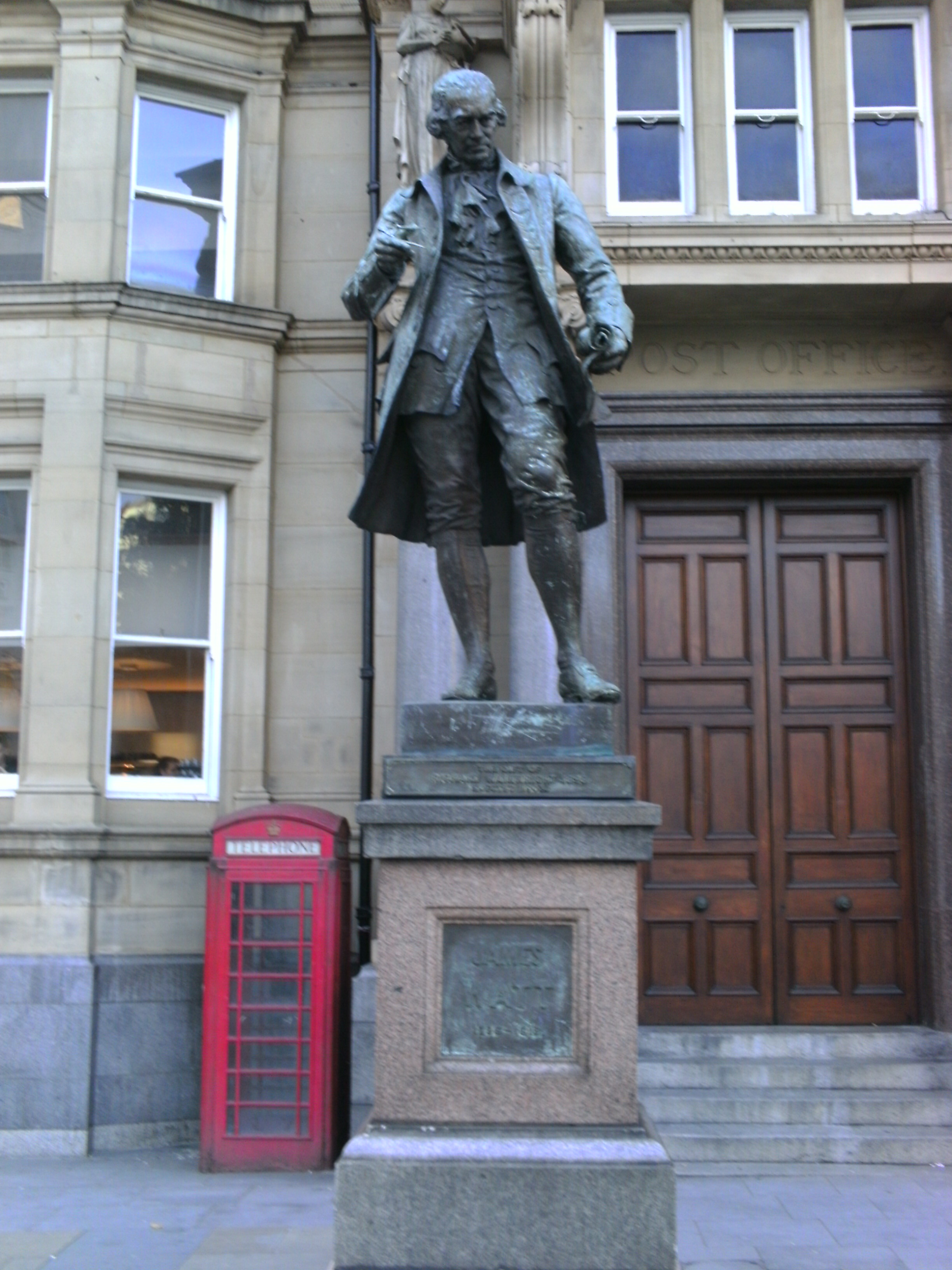
Pomnik na rynku w Leeds

- 1763 – pierwsze ulepszenia w silniku parowym Newcomena
- 1769 – opatentowanie wydzielonej komory skraplania
- 1775 – założenie wspólnie z Matthew Boultonem w Soho pod Birminghamem pierwszej na świecie wytwórni maszyn parowych, do 1800 zbudowano ok. 250 maszyn
- 1776 – pokaz działania pompy w kopalni Bloomfield
- 1781 – wynalezienie zespołu przekładni do zamiany ruchu postępowo-zwrotnego na obrotowy (umożliwiło to zastosowanie silnika parowego w pojazdach)
- 1782 – zakończenie budowy parowego silnika dwustronnego działania – pierwszy przemysłowy silnik parowy
- 1788 – skonstruowanie regulatora prędkości obrotowej (zwanego regulatorem Watta) dla silnika parowego
- 1798 – skonstruowanie wirowego silnika trzystronnego działania (zmodyfikowanie zwane K.G.)

## Życie prywatne
W roku 1764 poślubił swoją kuzynkę Margaret, z którą miał pięcioro dzieci (z których dwoje dożyło do dorosłości). W 1772 r. żona – Margaret zmarła w czasie porodu. Pięć lat później ożenił się z Anne Macgregor, która towarzyszyła mu aż do śmierci.

## Upamiętnienie
Od nazwiska wynalazcy nazwano:
- jednostkę mocy w układzie SI – wat,
- krzywą Watta.